# Racopilum angustistipulaceum
Racopilum angustistipulaceum là một loài rêu trong họ Racopilaceae. Loài này được Müll. Hal. mô tả khoa học đầu tiên năm 1876.